# Walter Harvey
Walter James Harvey, in Deutschland Walter Harvey-Pape, sonst auch James oder Jimmy Harvey (* 9. Februar 1903 in Walsingham, Norfolk; † 1979 in London, England) war ein britischer Kameramann.

## Leben
Der ältere Bruder des Filmstars Lilian Harvey wuchs mit seiner Schwester in Deutschland und der Schweiz auf und sammelte erste berufliche Erfahrungen 1921 in den Laboratorien der Berliner Aafa-Studios. Im Jahr darauf wechselte Walter James Harvey zur Decla-Bioscop in Neubabelsberg. Bis Jahresende 1927 arbeitete er als Assistent bedeutender Kameraleute wie Karl Freund, Franz Planer und Carl Hoffmann. Sein Debüt als Co-Chefkameramann erfolgte im Herbst 1926 an der Seite des berühmten Kollegen Fritz Arno Wagner. Im Jahr darauf diente Harvey, der sich in Deutschland Walter Harvey-Pape nannte, bei weiteren drei deutschen Produktionen minderer Bedeutung unter den Kollegen Karl Vass und Eduard Hoesch.
Seit 1928 in London ansässig, verpflichtete ihn der deutsche Regisseur und Produzent Ewald André Dupont als Kameraassistent. In dieser Funktion arbeitete Harvey 1929 auch dem US-Kameramann Charles Rosher bei dem späten Stummfilm Die Vagabundenkönigin (The Vagabond Queen) zu. Mit Anbruch des Tonfilmzeitalters erhielt Harvey auch in seiner britischen Heimat (Produktionsfirma BIP) Aufträge als Chefkameramann, doch handelte es sich bei den von ihm fotografierten Filme nahezu durchgehend um billig hergestellte Massenware. 
1941 verpflichtete das Kriegsministerium Walter Harvey, und er drehte (unter anderem für die britische Admiralität) eine Reihe von Ausbildungs- und Werbefilme. 
1946 kehrte er zum Kinospielfilm zurück, ab 1950 arbeitete Walter Harvey für die kleine Produktionsfirma Hammer Films, die jedoch erst nach seinem Abgang (1956) in ihre bedeutendste Phase mit der Herstellung nachmals berühmter Horrorfilme eintreten sollte. Mit dem späteren Hammer-Starregisseur Terence Fisher arbeitete Walter Harvey von 1951 bis 1954 regelmäßig zusammen. In den ersten zwei Nachkriegsjahrzehnten war Harvey ein zuverlässiger Fotograf von billig hergestellten B-Filmen: es handelte sich dabei zumeist um recht flott gemachte Krimis und Thriller für ein eher anspruchsarmes Publikum. 
Walter Harveys Karriere klang in den 60er Jahren aus mit einer Reihe von Fernsehproduktionen, darunter die Serien The Cheaters, Simon Templar, Gideon’s Way, Der Baron (The Baron) und Richard Löwenherz (Richard the Lionheart). Seine Karriere beschloss er Ende desselben Jahrzehnts mit der Second-Unit-Fotografie bei einigen Episoden der legendären Agentenserie Mit Schirm, Charme und Melone. Danach verliert sich seine Spur. Er starb 1979 in London.

## Filmografie (Auswahl)
| - 1926: Vater werden ist nicht schwer... - 1927: Das Fräulein von Kasse 12 - 1927: Eheferien - 1927: Du sollst nicht stehlen - 1930: We Take Off Our Hats (Kurzfilm) - 1930: The Man From Chicago - 1931: Dreyfus - 1931: Love Lies - 1931: Hobson’s Choice - 1932: Brother Alfred - 1932: Money Talks - 1933: Facing the Music - 1936: Ourselves Alone - 1936: The Tenth Man - 1936: Sensation - 1937: Bulldog Drummond at Bay - 1938: Der Schrecken vom Piccadilly (The Terror) - 1938: Yellow Sands - 1938: Yes, Madam ? - 1939: Just William - 1939: The Flying Squad - 1940: Mein Kampf, My Crimes / Après Mein Kampf - mes crimes - 1940: Spellbound - 1940: Spring Meeting - 1941: The Tower of Terror - 1946: The Voyage of Peter Joe (Serie) - 1948: A Song for Tomorrow - 1948: Badgers Green - 1949: Dark Secret - 1950: What the Butler Saw - 1950: The Rossiter Case - 1951: Black Widow - 1951: Cloudburst - 1951: Erpresserin (The Last Page) - 1952: Stolen Face - 1952: Wings of Danger - 1952: Vom Täter fehlt jede Spur (Lady in the Fog) | - 1952: Gambler and the Lady - 1953: Das Gangster-Syndikat (36 Hours) - 1953: Teufel in Blond (Bad Blonde/The Flanagan Boy) - 1953: Blood Orange - 1953: Face the Music - 1953: Todesroulette (The Saint’s Return) - 1953: Life With the Lyons - 1954: Five Days - 1954: The Stranger Came Home - 1954: Mask of the Dust - 1954: Robin Hood, der rote Rächer (The Men of Sherwood Forest) - 1954: Murder by Proxy - 1954: Third Party Risk - 1955: Spionagenetz Hamburg (Break in the Circle) - 1955: The Glass Cage - 1955: Schock (The Quatermass Experiment) - 1956: Women Without Men - 1956: Westlich von Suez (West of Suez) - 1957: Die Rechnung ist beglichen (Account Rendered) - 1957: The Big Chance - 1957: Morning Call - 1957: Kill Her Gently - 1958: Spy in the Sky - 1958: Broth of a Boy - 1959: Die nackte Furcht (Naked Fury) - 1959: The Hand - 1959: Operation Cupid - 1960: Die Nackte in des Satans Hand (The Man Who Couldn’t Walk) - 1960: Der Boß war schneller als Scotland Yard (Jackpot) - 1961: Transatlantic - 1961: Verrufene Straße (Jungle Street) - 1961: Murder in Eden - 1961: The Spanish Sword - 1962: Out of the Fog - 1962: Anonyme Briefe (Night of the Prowler) - 1963: Echo of Diana - 1963: Shadow of Fear - 1963: Autofalle (The Hi-Jackers) - 1964: The Runaway |